# Andrea Savage

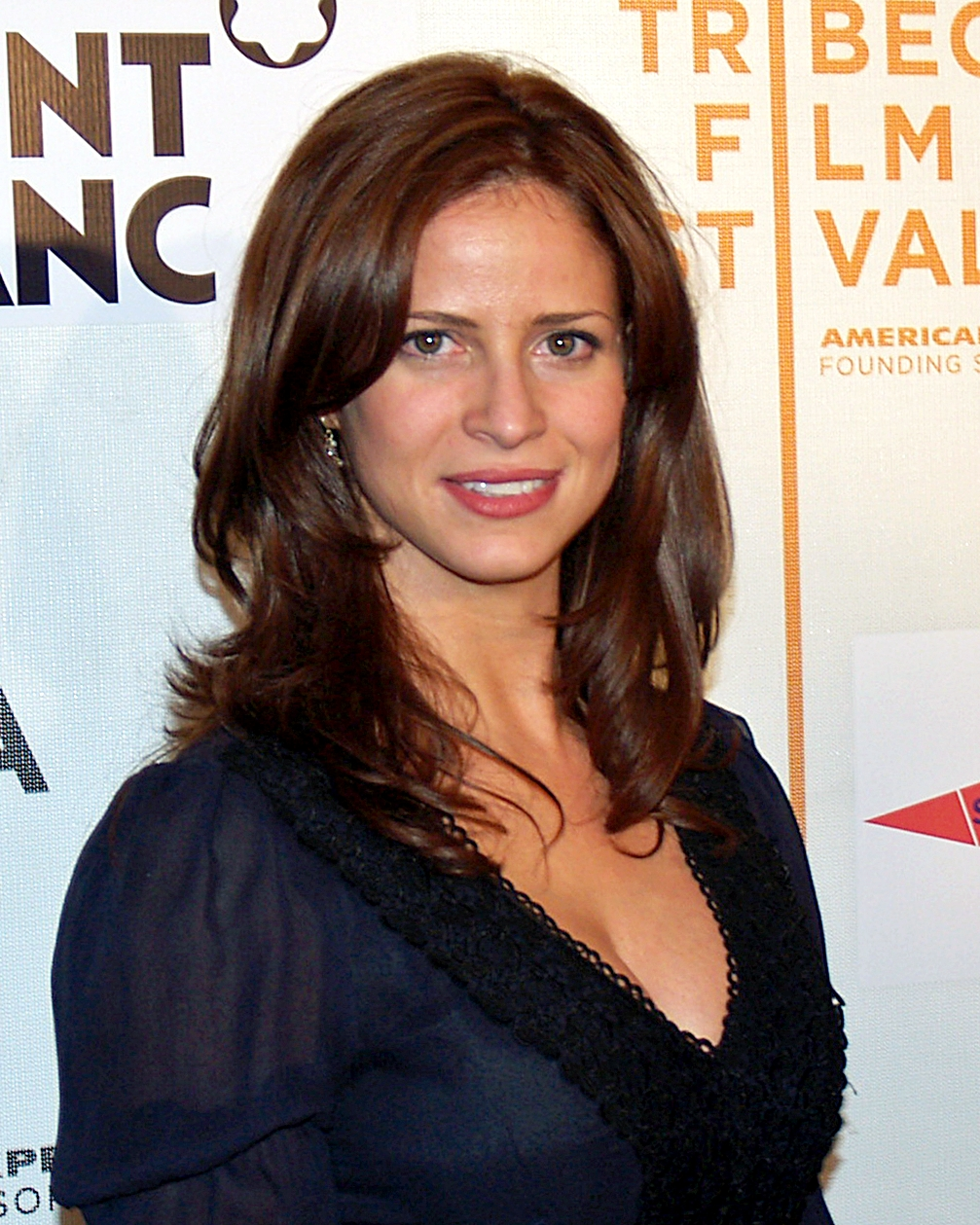
Andrea Savage (2007)

Andrea Kristen Savage (* 20. Februar 1973 in Santa Monica, Kalifornien) ist eine US-amerikanische Schauspielerin.

## Biografie
Andrea Kristen Savage wurde am 20. Februar 1973 in Santa Monica geboren. Sie graduierte an der Cornell University. Savage hatte in mehreren Fernsehserien Gastauftritte für eine Episode. In zwei Fernsehserien spielte sie Hauptrollen, in Significant Others die Rolle der Chelsea und in Dog Bites Man die der Tillie Sullivan. Momentan lebt sie in Los Angeles.

## Filmografie (Auswahl)

### Fernsehserien
- 1997: Sabrina – Total Verhext! (Sabrina, the Teenage Witch, Folge 2x02)
- 1998: Susan (Suddenly Susan, Folge 3x05)
- 2002: Meine Frau, ihr Vater und ich (In-Laws, Folge 1x06)
- 2004: Significant Others (12 Folgen)
- 2004–2005: King of Queens (The King of Queens, 2 Folgen)
- 2005: Cold Case – Kein Opfer ist je vergessen (Cold Case, Folge 2x17)
- 2006: Dog Bites Man (9 Folgen)
- 2007: Two and a Half Men (Folge 4x22)
- 2007: The Winner (Folge 1x04)
- 2011: Modern Family (Folge 3x06)
- 2014: The Hotwives of Orlando (7 Folgen)
- 2015: The Hotwives of Las Vegas (7 Folgen)
- 2015–2017: Episodes (13 Folgen)
- 2016–2019: iZombie (6 Folgen)
- 2016–2019: Veep – Die Vizepräsidentin (Veep, 8 Folgen)
- 2017–2019: I’m Sorry (20 Folgen)
- 2021: A Million Little Things (2 Folgen)
- 2021: Die Goldbergs (The Goldbergs, Folge 9x02)
- 2022–2023: The Great North (Stimme, 2 Folgen)
- 2021–2023: The Freak Brothers (Stimme, 16 Folgen)
- seit 2022: Tulsa King

### Filme
- 2007: The Grand
- 2008: Stiefbrüder (Step Brothers)
- 2009: I Love You, Beth Cooper
- 2010: Dinner für Spinner (Dinner for Schmucks)
- 2011: L!fe Happens – Das Leben eben! (Life Happens)
- 2014: Das Glück an meiner Seite (You’re Not You)
- 2015: Sleeping with Other People
- 2017: Casino Undercover (The House)
- 2018: Summer '03
- 2022: Look Both Ways
- 2022: Beavis and Butt-Head Do the Universe (Stimme)
- 2023: You People
- 2024: The Yoga Teacher (Chosen Family)
- 2025: Krieg der Welten (War of the Worlds)